# 2001年东南亚运动会
2001年東南亞運動會（英語：2001 Southeast Asian Games），正式全称第21届东南亚运动会，是一项于2001年9月8日至17日，在马来西亚吉隆坡举行的东南亚综合运动会。
该运动会的闭幕庆典在武吉加里尔国家体育场举行，并由时任马来西亚首相马哈迪·莫哈末主持闭幕仪式。

## 发展与预备

### 地点
第21届东南亚运动会共设39个赛场，其中19个位于吉隆坡、10个位于雪兰莪、4个位于柔佛、及森美兰和槟城各3个。
| 州属   | 比赛地点                         | 体育项目                           |
| 吉隆坡 | 武吉加里尔国家体育中心           | 武吉加里尔国家体育中心             |
| 吉隆坡 | 武吉加里尔国家体育场             | 开幕与闭幕典礼、田径               |
| 吉隆坡 | 国家水上运动中心                 | 水上运动（游泳、花样游泳）         |
| 吉隆坡 | 一号健身馆                       | 桌球                               |
| 吉隆坡 | 亚通体育馆                       | 体操                               |
| 吉隆坡 | 马来西亚国家钩球体育场           | 曲棍球                             |
| 吉隆坡 | 武吉加拉体育中心                 |                                    |
| 吉隆坡 | 冠军体育馆                       | 英式篮球                           |
| 吉隆坡 | 草地滚球中心                     | 草地滚球                           |
| 吉隆坡 | 其他                             |                                    |
| 吉隆坡 | 吉隆坡市政厅游泳馆               | 水上运动（水球）                   |
| 吉隆坡 | 国家体育理事会运动中心           | 法式滚球                           |
| 吉隆坡 | 吉隆坡自行车馆                   | 场地自由车                         |
| 吉隆坡 | 蒂蒂旺沙体育馆                   | 藤球                               |
| 吉隆坡 | 马来西亚篮球总会体育馆           | 篮球                               |
| 吉隆坡 | 蕉赖羽毛球体育馆                 | 排球                               |
| 吉隆坡 | 马来西亚公共设施工程部体育馆     | 击剑                               |
| 吉隆坡 | 国家能源体育馆                   | 乒乓球                             |
| 吉隆坡 | 独立广场 (吉隆坡)                | 田径（马拉松）                     |
| 吉隆坡 | 蒂蒂旺莎湖滨公园                 | 田径（竞走）                       |
| 吉隆坡 | 大使路国家网球中心               | 网球                               |
| 吉隆坡 | 蕉赖足球体育场                   | 女子足球                           |
| 雪兰莪 | 美拉华蒂体育场                   | 羽毛球                             |
| 雪兰莪 | 双溪武洛橡胶研究所               | 自行车（登山车）                   |
| 雪兰莪 | 八打灵再也市政厅体育场           | 男子足球                           |
| 雪兰莪 | 雪兰莪赛马俱乐部                 | 马术（障碍超越、盛装舞步）         |
| 雪兰莪 | 马来西亚博特拉大学               | 马术（越野骑马）                   |
| 雪兰莪 | 雪邦吉隆坡国际机场至双溪拉勿农场 | 马术（耐力赛）                     |
| 雪兰莪 | 双溪龙高尔夫与乡村俱乐部         | 高尔夫                             |
| 雪兰莪 | 马来西亚国家能源大学             | 空手道                             |
| 雪兰莪 | PMKM射击中心                     | 射击                               |
| 雪兰莪 | 峇都水坝                         | 划艇                               |
| 柔佛   | 柔佛再也多元化礼堂               | 举重                               |
| 柔佛   | 丹斯里哈山尤努斯体育场           | 举重练习                           |
| 柔佛   | 新山广场                         | 射箭                               |
| 柔佛   | 巴西古当市政厅室内体育馆         | 马来武术                           |
| 森美兰 | 汝来                             | 自行车（公路自行车赛、个人计时赛） |
| 森美兰 | 遊艇俱乐部                       | 风帆                               |
| 森美兰 | 芭蕾                             | 击拳                               |
| 槟城   | 北赖保龄球中心                   | 保龄球                             |
| 槟城   | 武吉登贝壁球中心                 | 壁球                               |
| 槟城   | 槟城国际体育馆                   | 武术、柔道                         |

### 火炬传递
第21届东南亚运动会的火炬传递从2001年3月10日至2001年9月8日在全国举行，遍布7,884公里的距离。火炬从纳闽开始传递至沙巴和砂拉越。到了马来西亚半岛，火炬从浮罗交怡开始，经半岛12州传递至吉隆坡。火炬传递最后阶段则遍布了15公里的距离，即从独立广场至武吉加里尔国家体育场为止。

## 市场营销

### 会徽
2001年東南亞運動會的会徽是火焰的图片，一个经常使用于大多数国际体育赛事，激情与卓越的普遍象征。为了火焰的图片程式化成会徽，设计者将火舌各自被分开与简化。会徽编织的形式代表着团结与东南亚最佳健儿的团聚。会徽编织也形成了罗马数字“XXI”，以代表第21届东南亚运动会。会徽的国旗颜色代表主办国马来西亚的国家身份。会徽上有东南亚运动会联合会的会徽，代表东南亚运动会与大会参赛国家。

### 吉祥物
2001年東南亞運動會的官方吉祥物是一只名为Si Tumas的松鼠，Tupai Emas（金松鼠）的简称。据说，松鼠是世界各地几乎都有的可爱动物。在世界各国的民间故事，松鼠被描述为一只友善和好玩，有力量和灵活的动物。采用松鼠为大会吉祥物，是为了借用它的友善和好玩的特点，为大会增添活跃气氛。松鼠的黄金肤色提高它的胜利方面。吉祥物名字的“Si”字和东运会英语名字“SEA Games”的“SEA”字同音，也是马来语对人的友善称呼。Tu是马来语Tupai的简称，意思是松鼠，而Mas是马来语Emas的简称，意思是金色。

## 运动会

### 参赛国家
| - 汶莱（147） - 柬埔寨（92） - 印度尼西亚（593） - 老挝（134） | - 马来西亚（673） - 缅甸（359） - 菲律宾（542） - 新加坡（497） | - 泰国（697） - 越南（431） |

### 体育项目
| - 水类运动 - 跳水（詳細）（8） - 游泳（詳細）（32） - 花样游泳（詳細）（2） - 水球（詳細）（1） - 射箭（詳細）（4） - 田径（詳細）（46） - 羽毛球（詳細）（7） - 篮球（詳細）（2） - 保龄球（詳細）（12） - 拳击（詳細）（11） - 台球（詳細）（10） - 自行车（詳細）（20） - 马术（詳細）（7） - 击剑（詳細）（5） | - 足球（詳細）（2） - 高尔夫球（詳細）（4） - 体操（詳細）（20） - 曲棍球（詳細）（2） - 柔道（詳細）（14） - 空手道（詳細）（19） - 草地滚球（詳細）（6） - 篮网球（詳細）（1） - 马来武术（詳細）（21） - 法式滚球（詳細）（6） - 赛艇（詳細）（8） | - 帆船（詳細）（13） - 藤球（詳細）（3） - 射击（詳細）（36） - 壁球（詳細）（4） - 乒乓球（詳細）（7） - 跆拳道（詳細）（16） - 网球（詳細）（7） - 排球（詳細）（2） - 举重（詳細）（13） - 武術（詳細）（20） |

### 奖牌榜
图例
  *   主办国（马来西亚）
| 排名             | 国家              | 金牌 | 银牌 | 铜牌 | 總數 |
| ---------------- | ----------------- | ---- | ---- | ---- | ---- |
| 1                | 马来西亚（MAS）*  | 111  | 75   | 85   | 271  |
| 2                | 泰国（THA）       | 103  | 86   | 89   | 278  |
| 3                | 印度尼西亚（INA） | 72   | 74   | 80   | 226  |
| 4                | 越南（VIE）       | 33   | 35   | 64   | 132  |
| 5                | 菲律宾（PHI）     | 30   | 66   | 67   | 163  |
| 6                | 新加坡（SIN）     | 22   | 31   | 42   | 95   |
| 7                | 缅甸（MYA）       | 19   | 14   | 53   | 86   |
| 8                | 老挝（LAO）       | 1    | 3    | 7    | 11   |
| 9                | 柬埔寨（CAM）     | 1    | 1    | 5    | 7    |
| 10               | 汶莱（BRU）       | 0    | 5    | 6    | 11   |
| 总数（10个国家） | 总数（10个国家）  | 392  | 390  | 498  | 1280 |